# Narodna in študijska knjižnica
Narodna in študijska knjižnica (NŠK) je osrednja knjižnica slovenske narodne skupnosti v Italiji. Njen sedež se nahaja v Trstu, v njenem okviru delujeta še Odsek za zgodovino in etnografijo in Slovenska ljudska knjižnica Damir Feigel v Gorici (v Trgovskem domu). Knjižni fond vsebuje preko 180.000 enot. NŠK se je pričela snovati neposredno po drugi svetovni vojni z namenom postavljanja kulturnih in jezikovnih temeljev slovenske skupnosti, uradno je bila ustanovljena leta 1947. Od leta 2004 in vrnitve prostorov slovenskega narodnega doma v Trstu upravlja s pritličnimi dvoranami doma. NŠK je polnopravna članica slovenske podatkovne zbirke COBISS.